# پرواز فضایی مداری

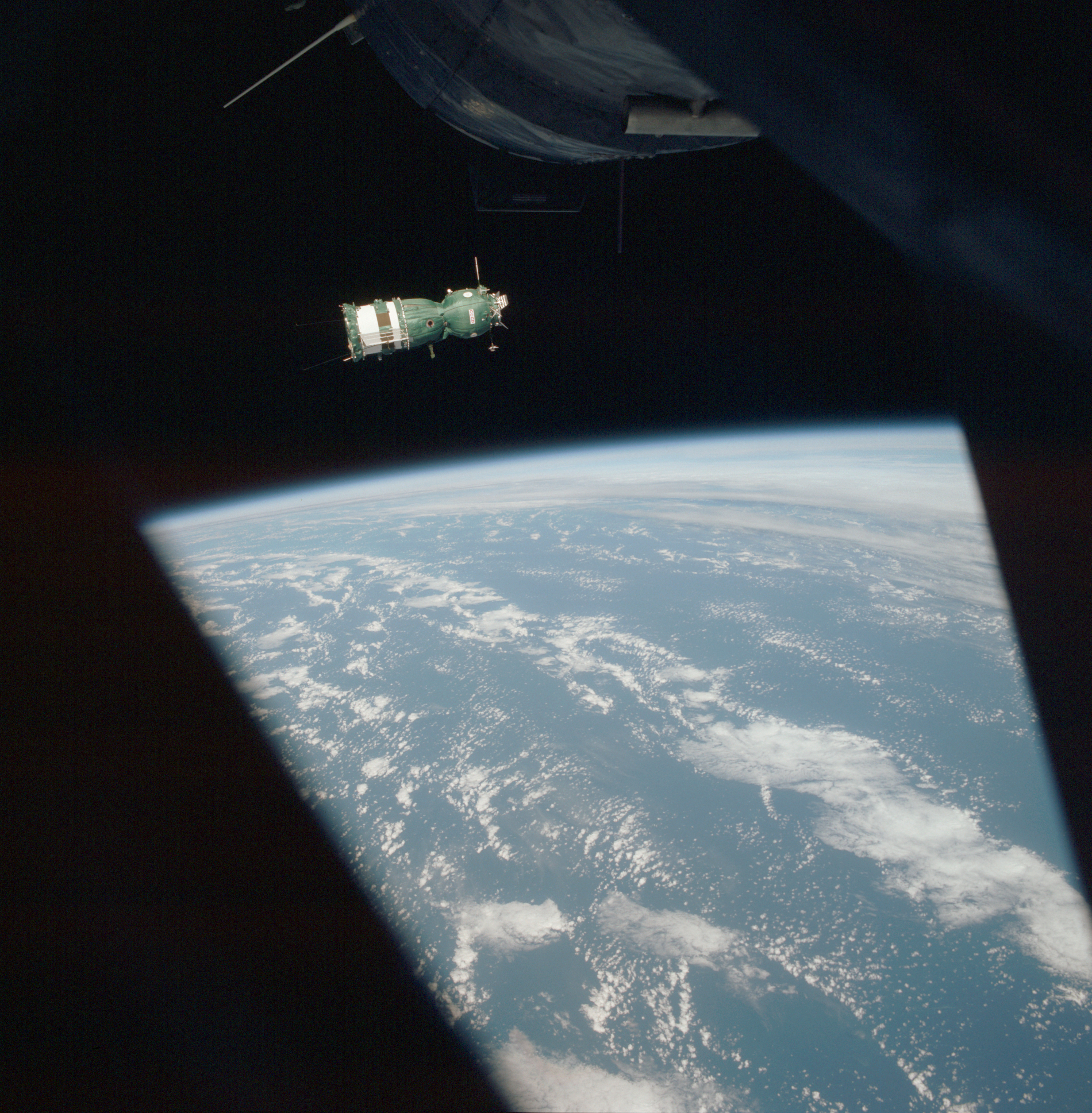
فضاپیمای سایوز (در تضاد با پس‌زمینه آسمان سیاه) از پنجره ملاقات فضاپیمای آپولو در مدار زمین در طول مأموریت پروژه تست آپولو-سایوز (ASTP).- GPN-2002-000155

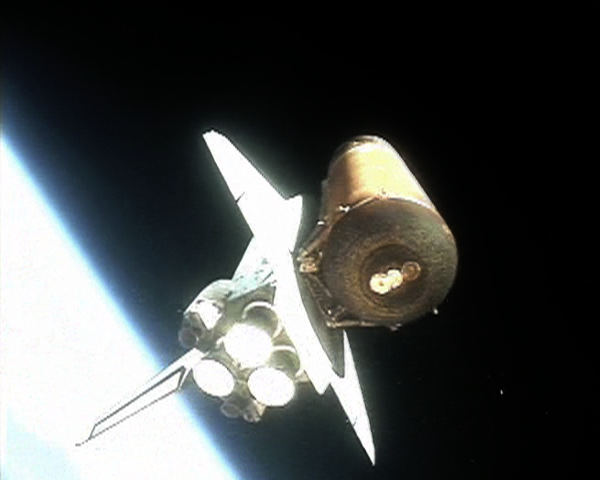
راکتهای فضاپیمای دیسکاوری در حال رسیدن به سرعت مداری درست پس از جدا شدن از بوسترها

پرواز فضایی مداری (یا پرواز مداری) (به انگلیسی: orbital spaceflight (یا orbital flight))، به یک پرواز فضایی گفته می‌شود که در طی آن فضاپیما در یک مسیر پروازی قرار می‌گیرد که در آن‌جا می‌تواند برای حداقل یک دور در آن مدار در فضا باقی بماند. در مورد زمین؛ برای دست یافتن به چنین مداری، فضاپیما باید در مسیر پروازی آزاد به دور زمین باشد که دارای فرازایی در اوج دست کم بالاتر از ۱۰۰ کیلومتر باشد؛ که این فاصله حداقل طبق یک توافق، مرز فضا است. فضاپیما برای باقی ماندن در مدار در این ارتفاع، نیاز است که دارای سرعت مداری تقریبی ۷٫۸ کیلومتر بر ثانیه باشد (حدود ۲۸۰۰۰ کیلومتر در ساعت). سرعت مداری لازم برای ماندن در مدارهای بالاتر، کمتر است، اما برای رسیدن به آن مدارها، دلتا-وی بیشتری مورد نیاز است.
به دلیل پسار اتمسفری، پایین‌ترین فرازایی که در آن یک شی بتواند در مداری دایره‌ای، یک چرخش را بدون پیشرانش کامل کند، تقریباً برابر ۱۵۰ کیلومتر است.
اصطلاح پرواز فضایی مداری، اغلب برای تمایز گذاشتن با پرواز زیر مداری استفاده می‌شود، که در طی آن فضاپیما به فضا می‌رسد، ولی حضیضی بسیار پایین دارد.